# Eisstockschießen bei den Olympischen Spielen
Eisstockschießen wurde bei den Olympischen Winterspielen lediglich zweimal 1936 und 1964 als Demonstrationswettbewerb vorgeführt. Das Eisstockschießen gehört zur Gruppe der Stocksportarten. Die Mannschaften nennen sich hierbei traditionellerweise bis heute Moarschaften. Es gilt auch als die „alpenländische“ Form der ihr verwandten Sportart Curling, das die dauerhafte Zulassung als offizieller olympischer Wettbewerb ab 1998 erreichen konnte.

## Winterspiele 1936
An den drei internationalen Wettbewerben für Männer (Einzelschießen, Distanzschießen, Mannschaftsschießen) nahmen 52 Sportler aus drei Nationen: Deutschland, Österreich und der Tschechoslowakei teil, wobei im Mannschaftswettbewerb bis zu drei Mannschaften pro Nation an den Start gingen. Daneben fanden noch fünf nationale Wettbewerbe, drei für Männer (Einzel, Distanz, Mannschaft) und zwei für Frauen (Einzel, Mannschaft) statt. Die Veranstaltungen fanden am Rießersee statt. Organisiert wurde der Wettbewerb von Josef Dötsch, einem führenden Befürworter des Sports in Deutschland.

## Winterspiele 1964
An den vier Wettbewerben für Männer (Einzelschießen, Mannschaftsschießen, Distanzschießen und ein Distanzschießen für Senioren) nahmen diesmal Sportler aus vier Nationen: Deutschland, Österreich, der Schweiz und Italien teil, wobei Deutschland durch die gesamtdeutsche Mannschaft vertreten war. Obwohl die Sportart üblicherweise auf Natureis ausgeübt wird, scheiterten Versuche, einen geeigneten Standort in oder um Innsbruck zu finden, und die Wettkämpfe wurden auf dem Eiskunstlauf-Trainingsgelände innerhalb des Eisschnelllauf-Ovals ausgetragen.